# صومعه سروق
صومعه سروق (ارمنی: Սրվեղի վանք؛ انگلیسی: Srvegh Monastery) یک صومعه حواری ارمنی واقع در 3 کیلومتری جنوب غرب روستای  آیگهوویت در استان تاووش، ارمنستان می‌باشد. ساخت و ساز این ساختمان سه ۱۳ام میلادی به پایان رسید. این بنا به سبک معماری ارمنی طراحی شده‌است.

## نگارخانه

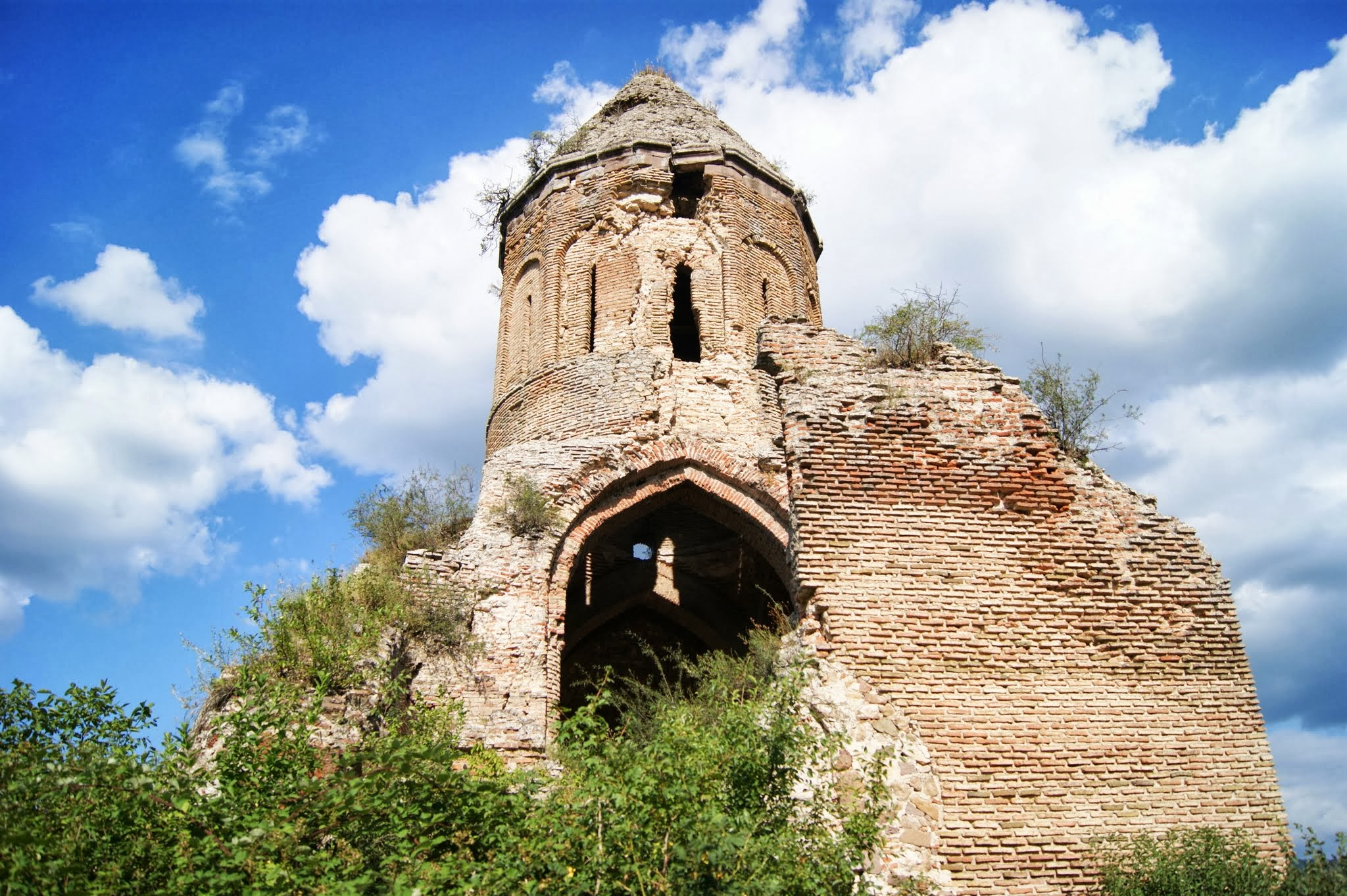
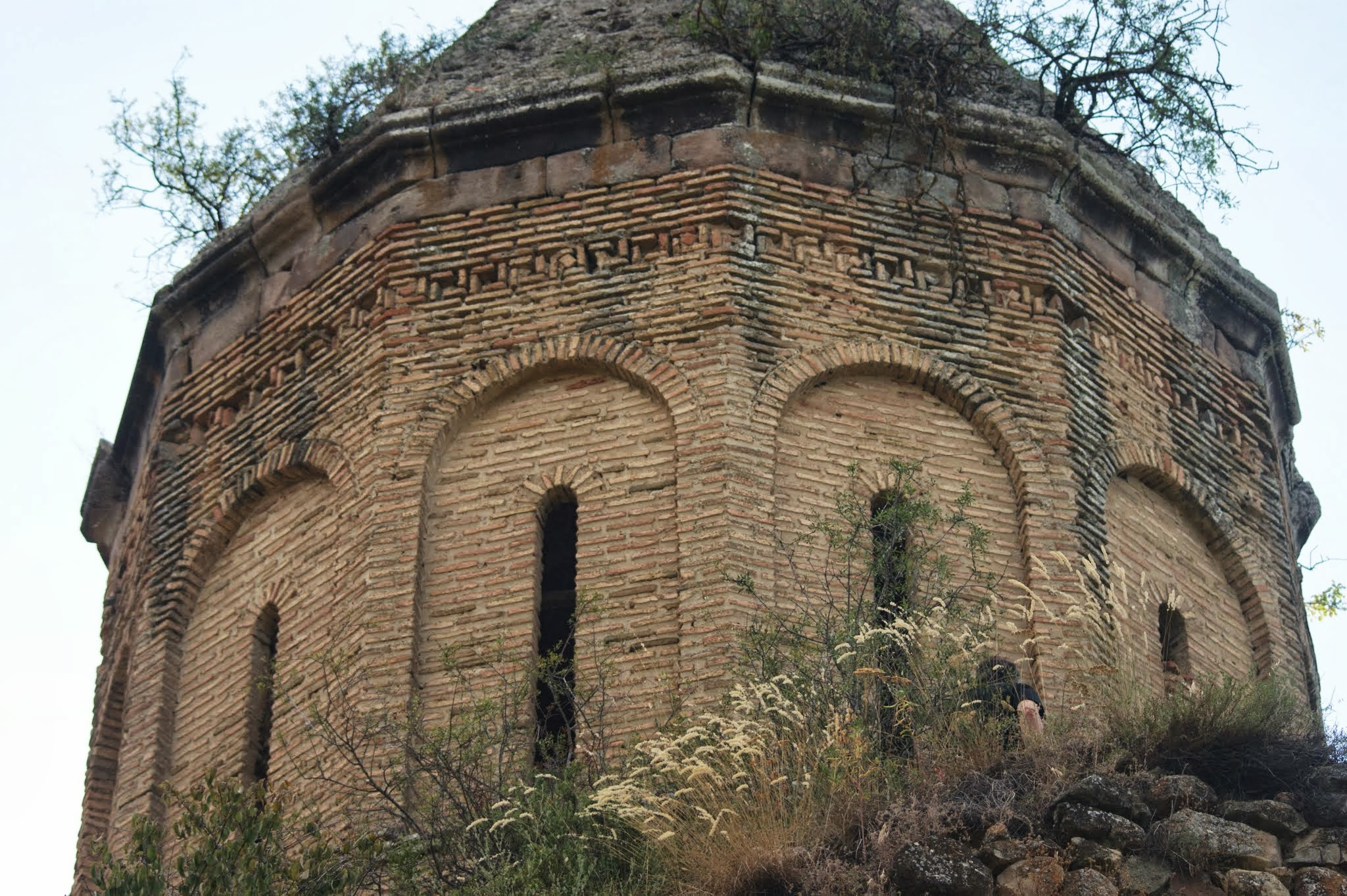
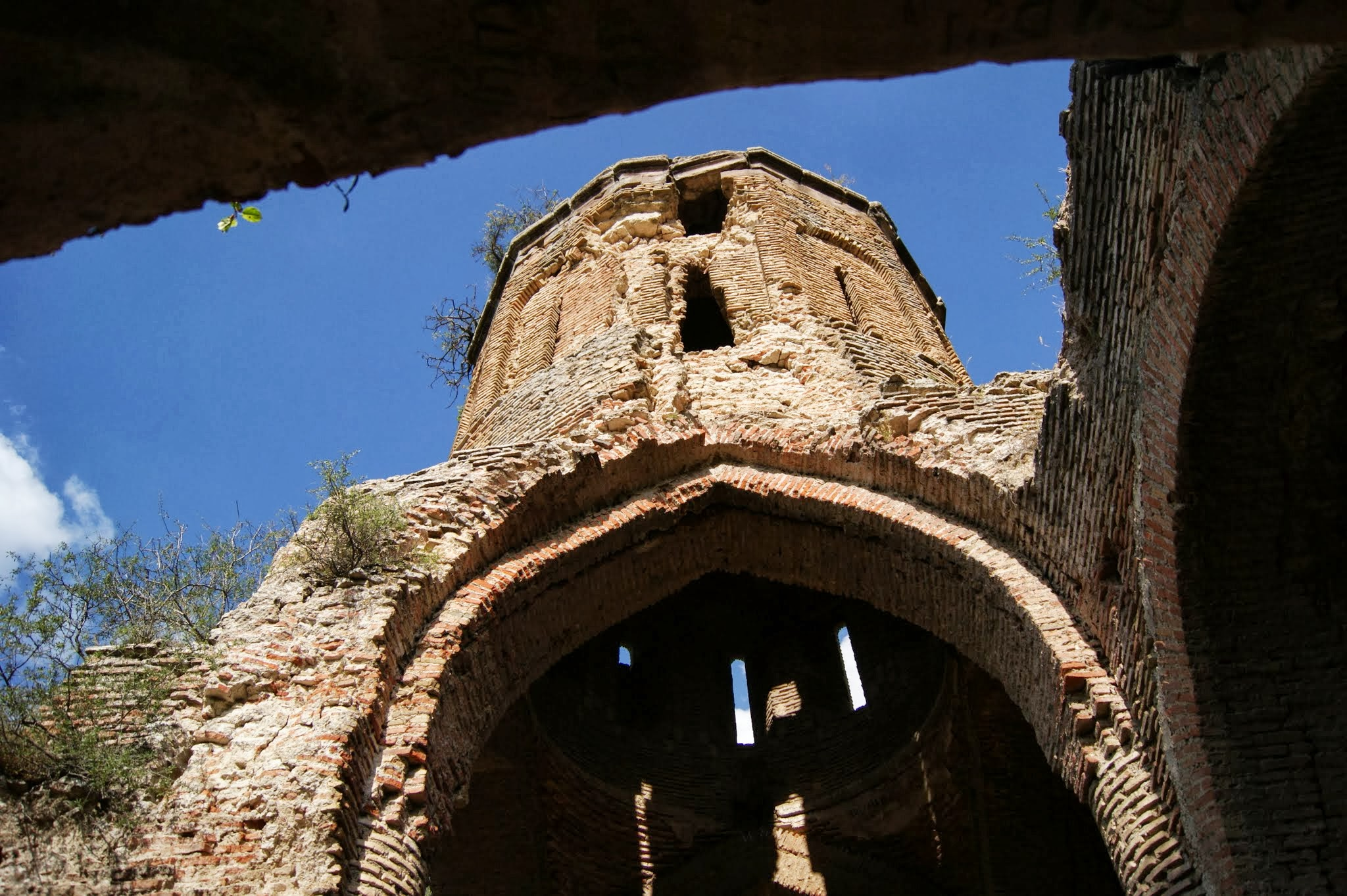
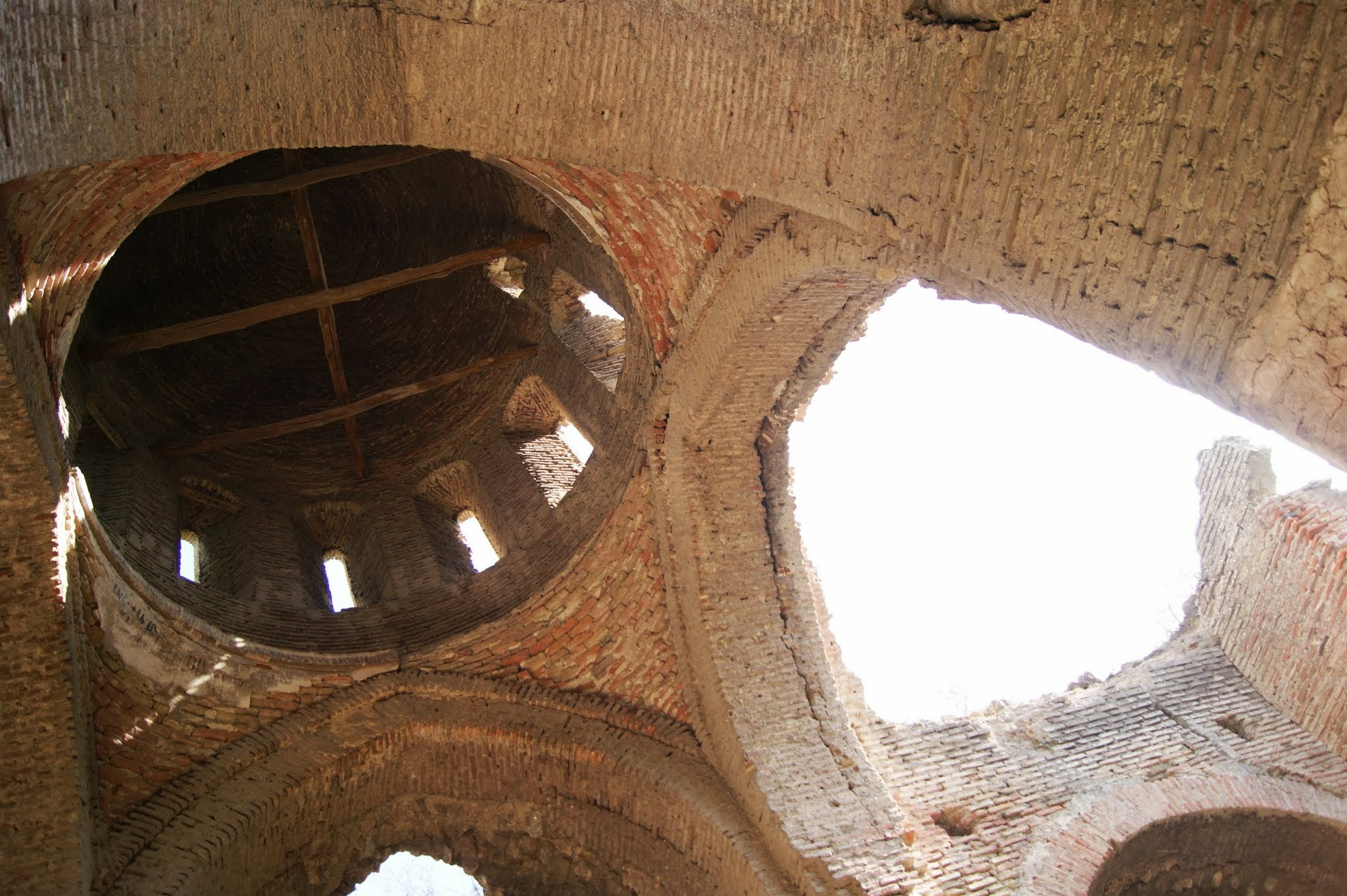
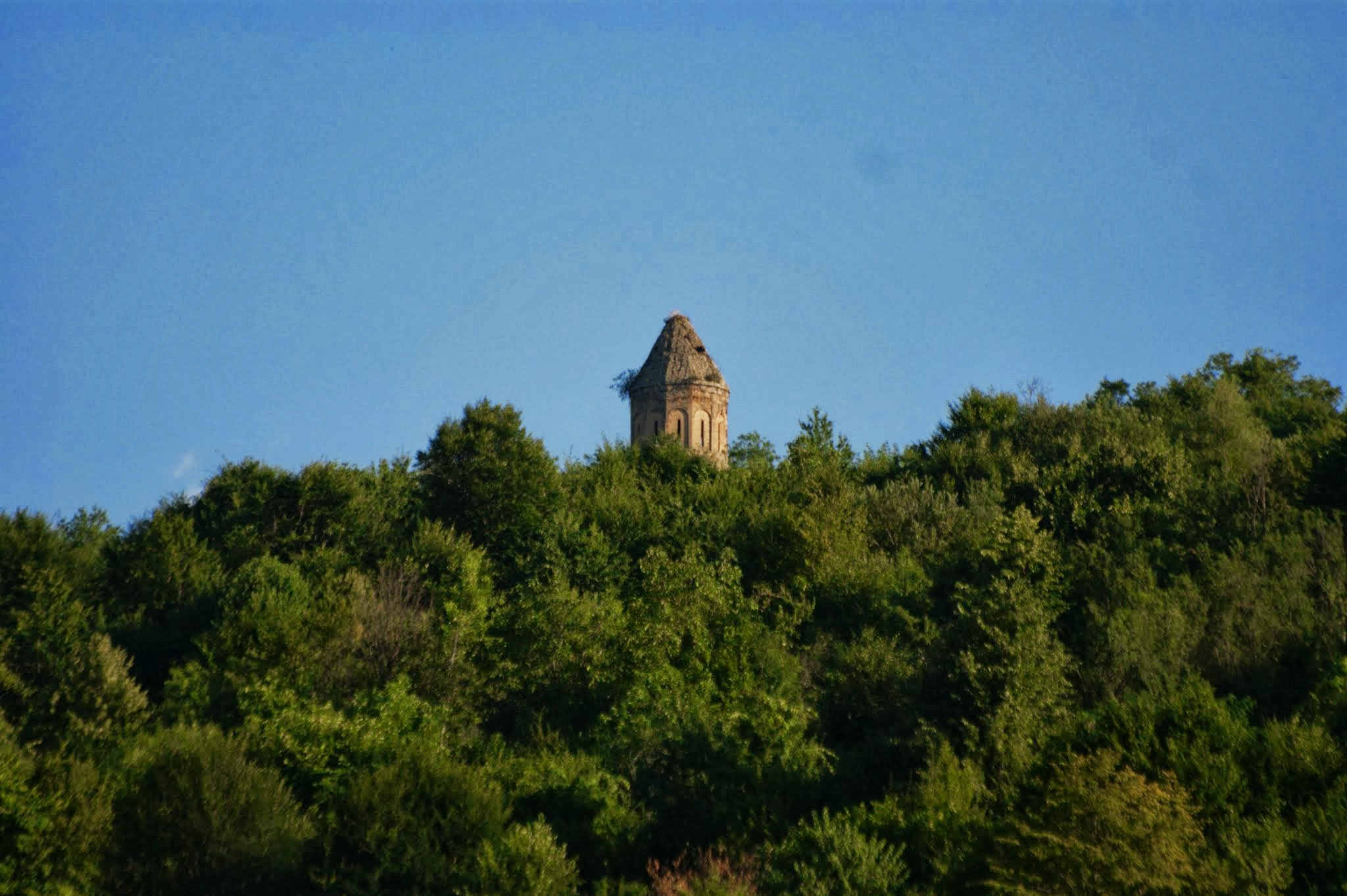
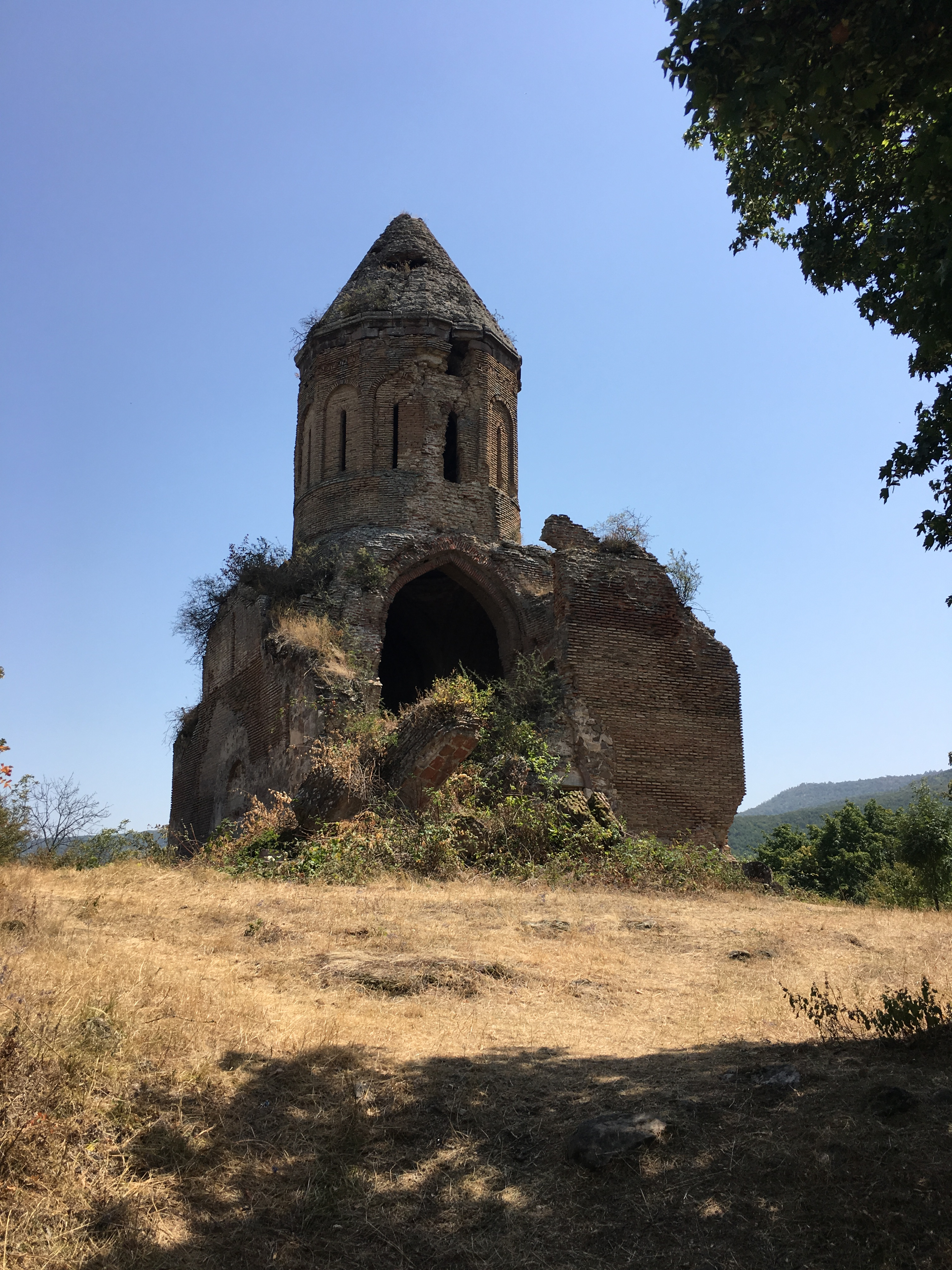
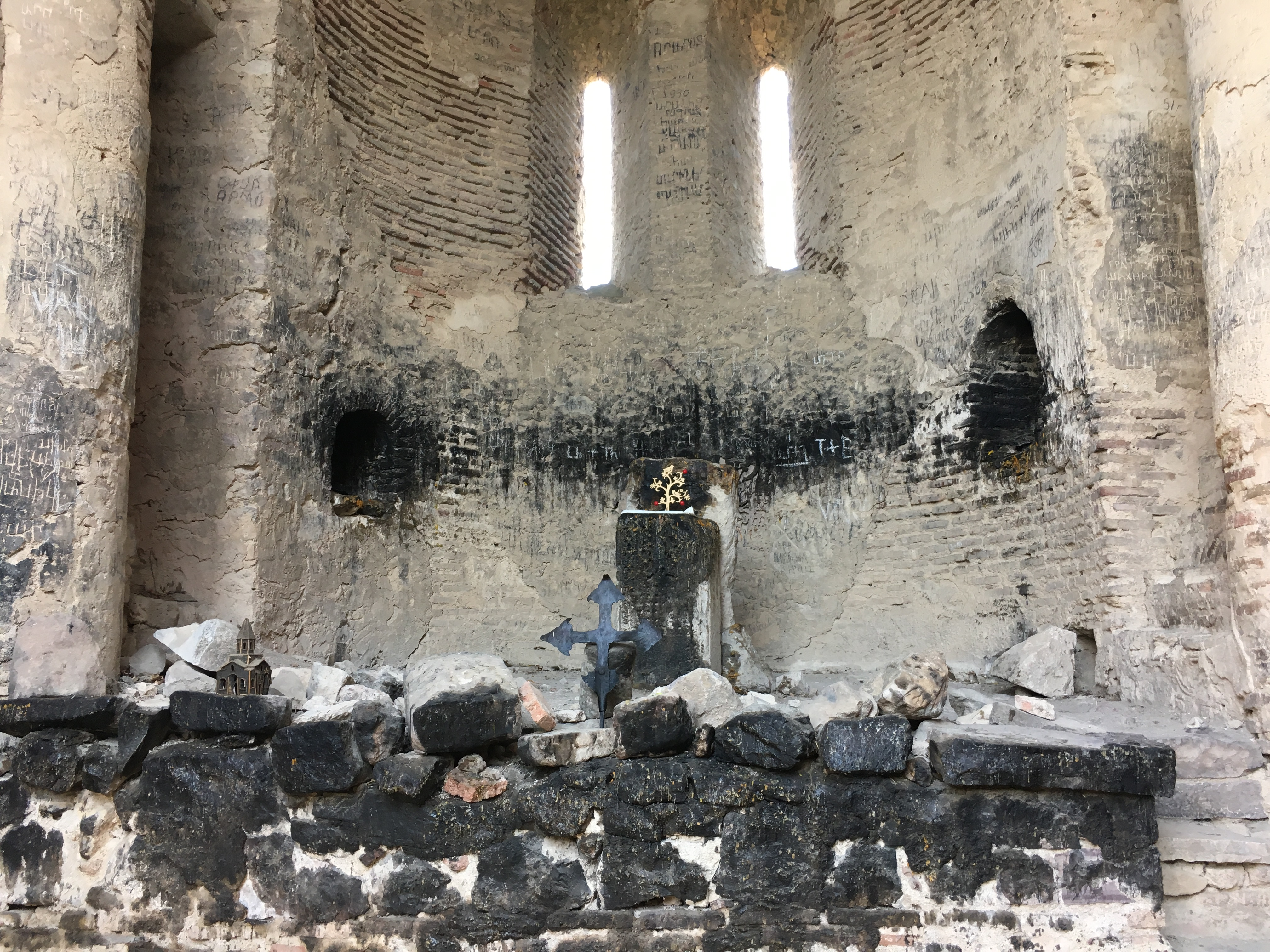
խորան
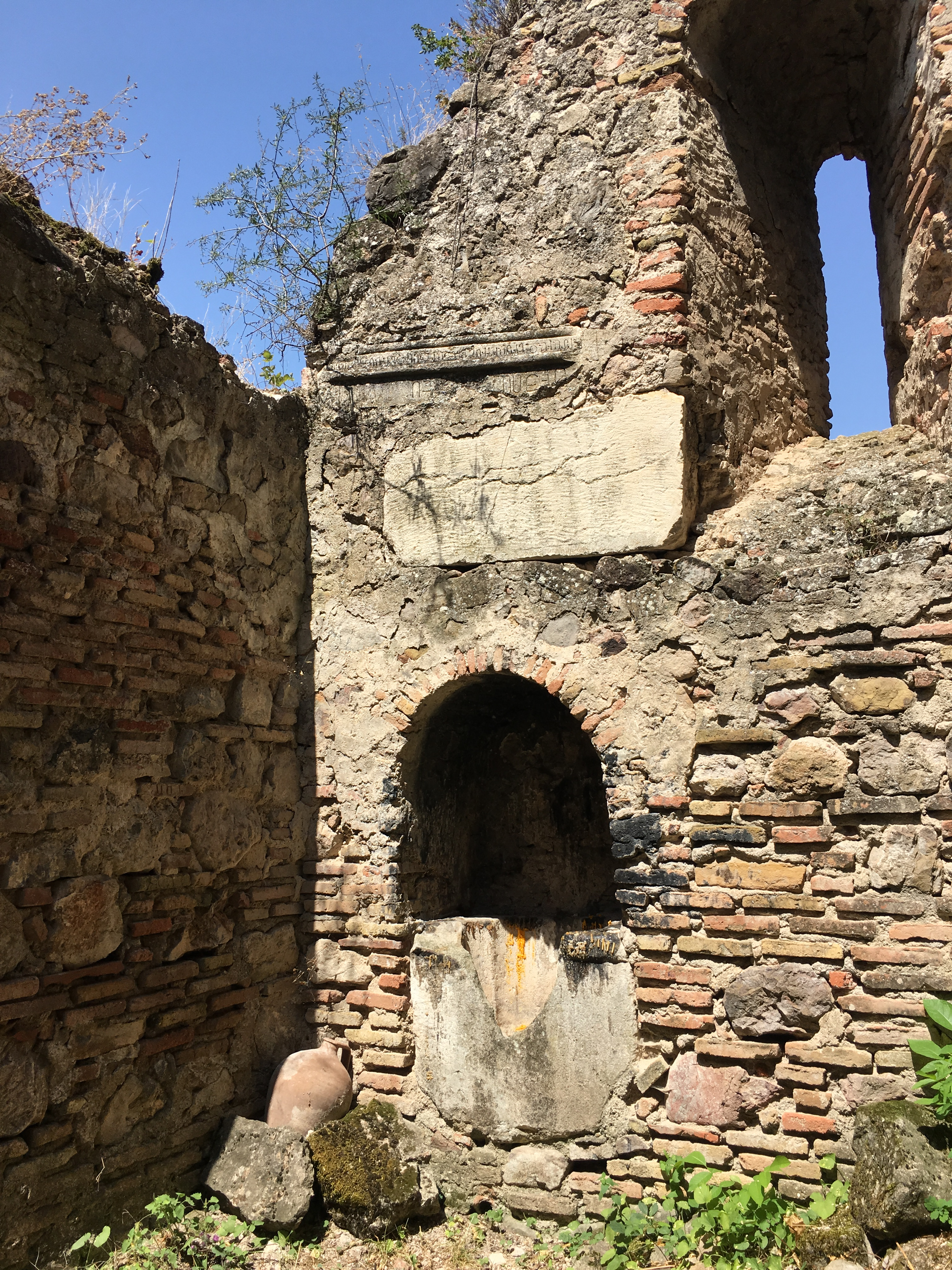
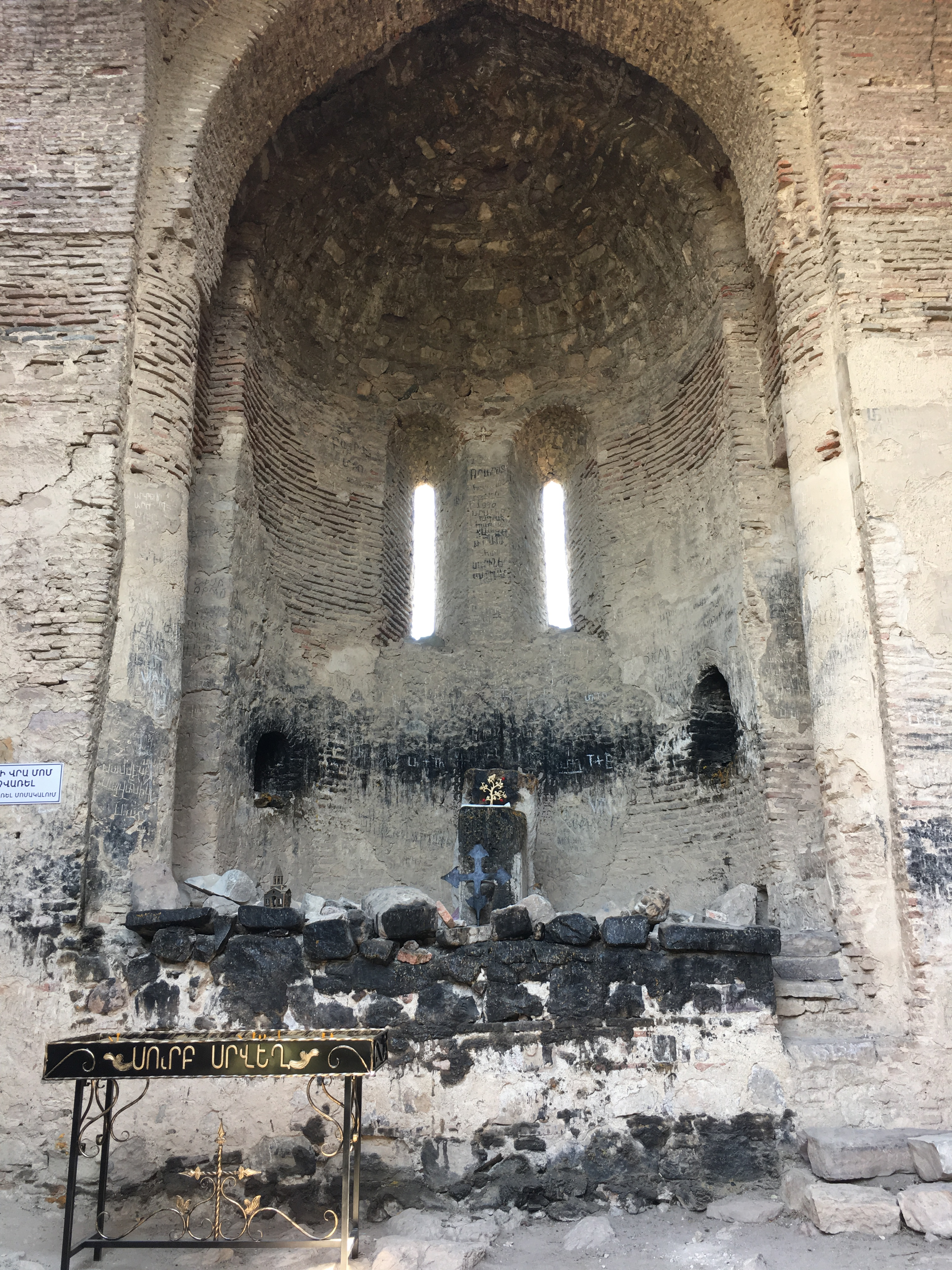
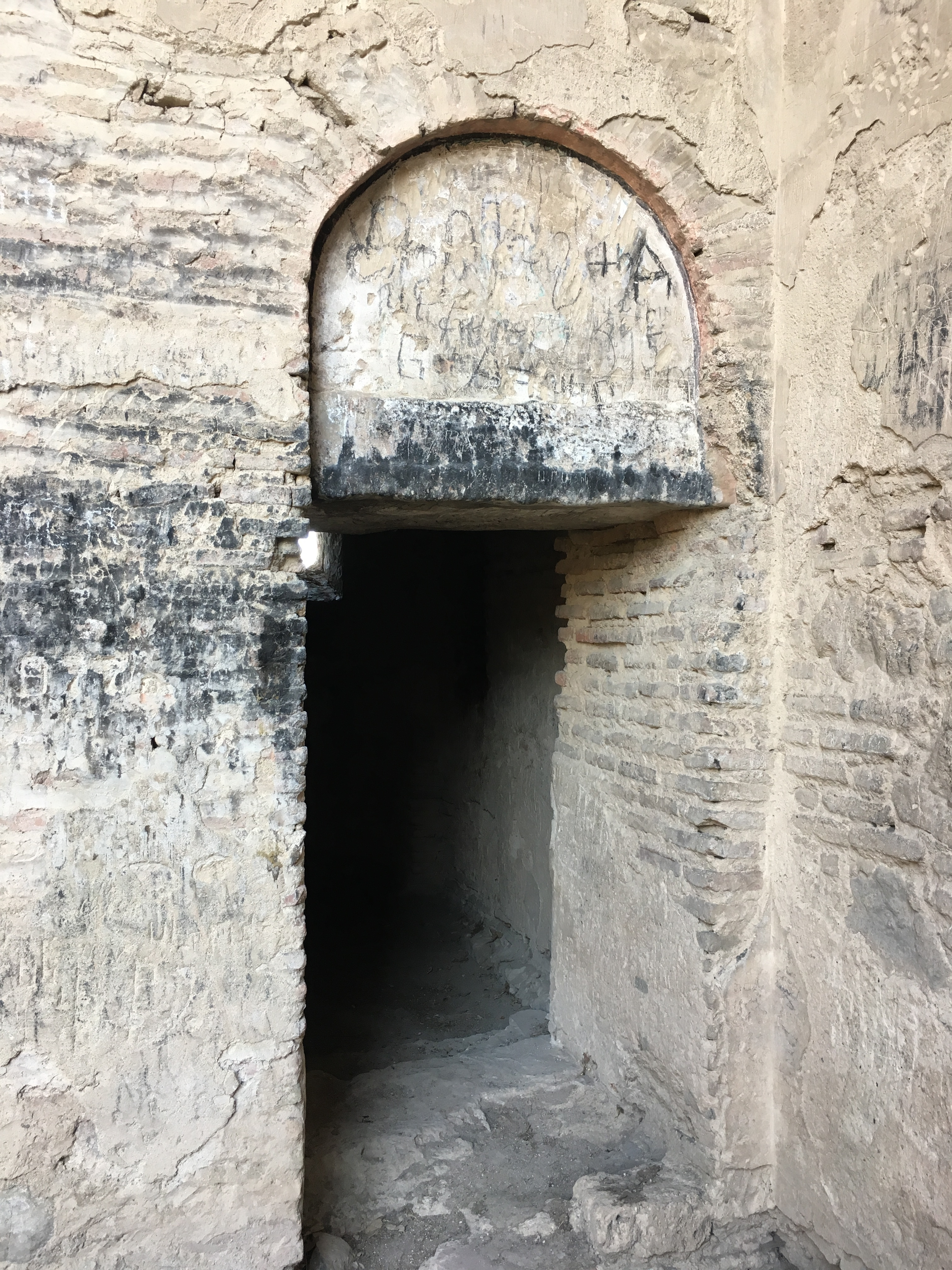
ճգնարան
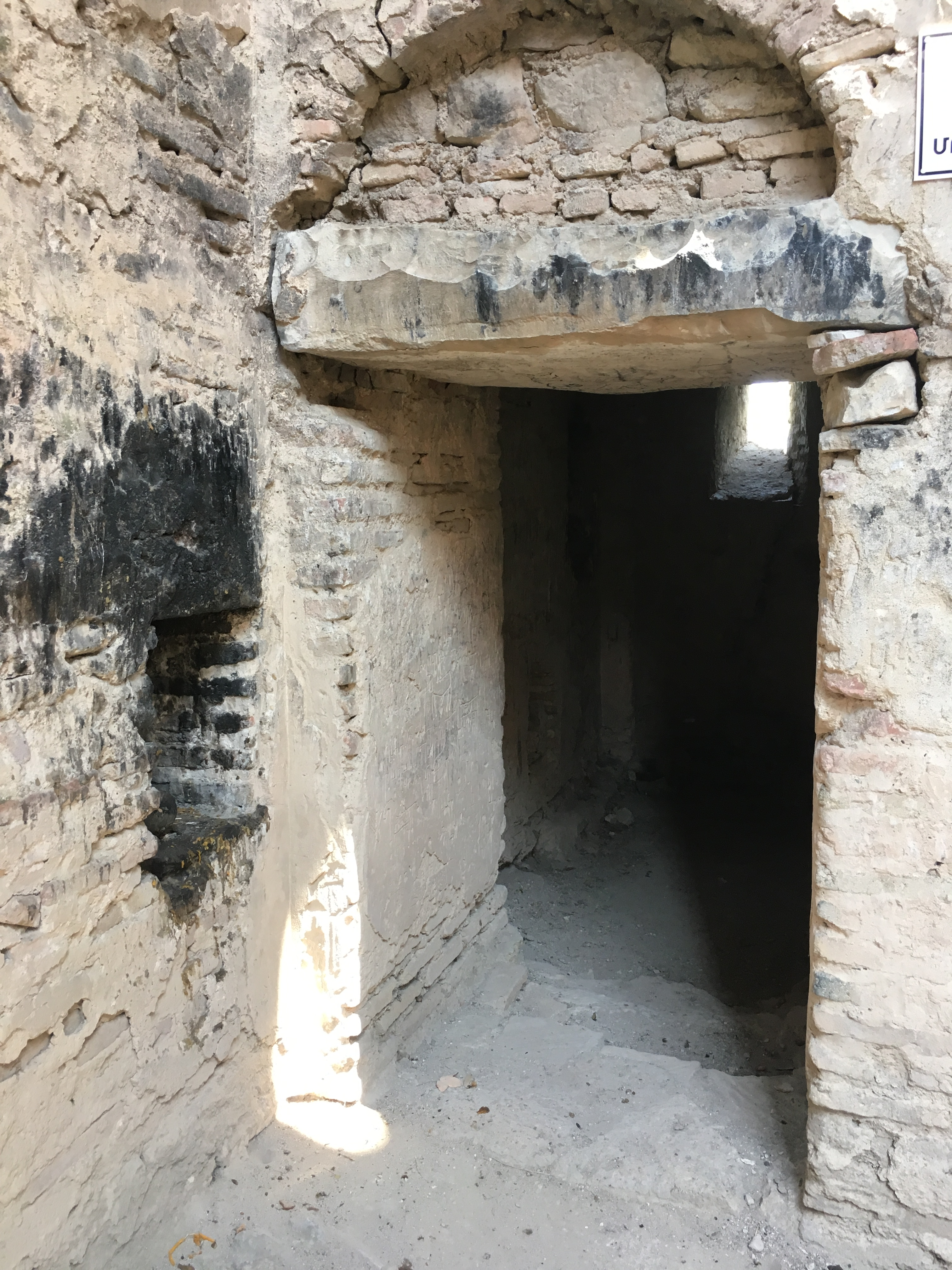
ճգնարան